# 电蚊拍

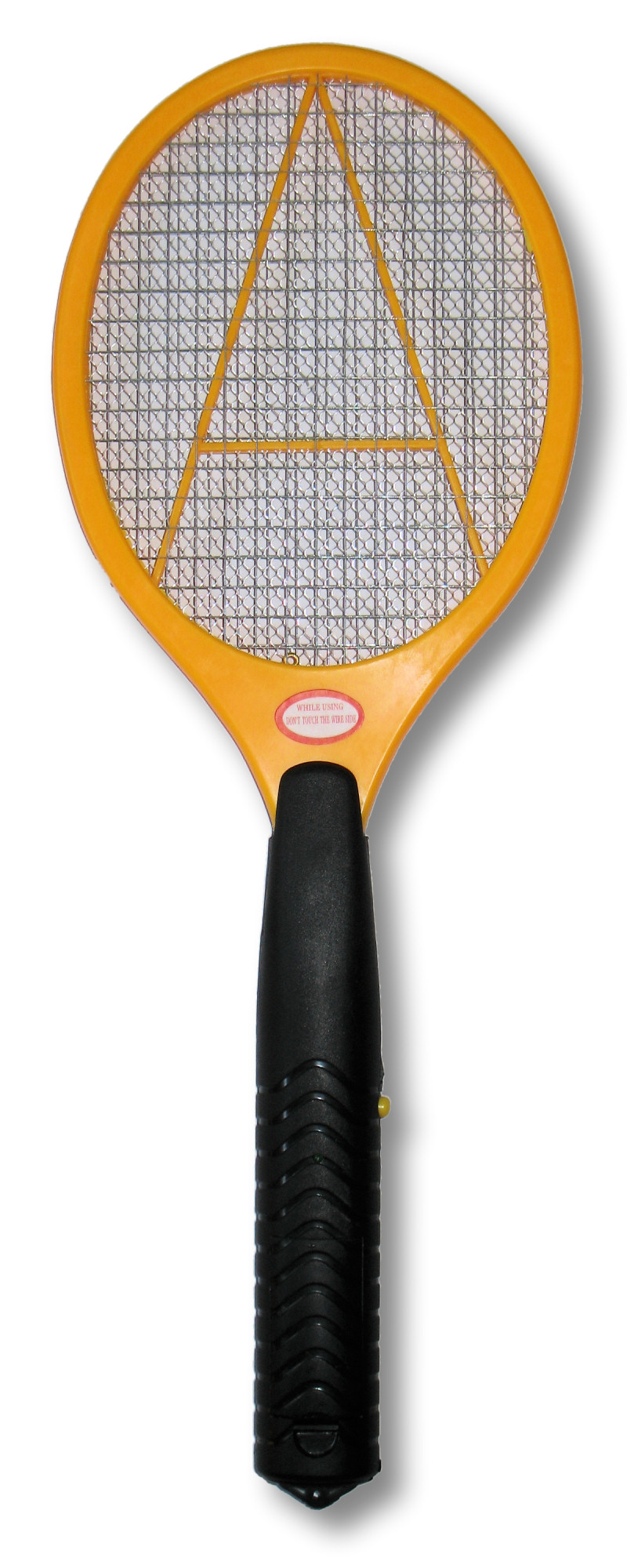
电蚊拍

電蚊拍，又稱电子灭蚊拍、电子捕蚊拍，是一種外型酷似網球拍或羽毛球拍的滅蚊器具。最早的电蚊拍原型是由台灣發明家徐鴻志於1988年發明，並於1988年8月30日申請專利，隨後中国江苏省南京市發明家干汉成於1991年在中國大陆申请专利。此后，各种改进的型号和品牌不断涌现，至今已有多种更为注重安全性或更加高效的电蚊拍可以使用。1996年，台湾人 Tsao-i Shih 在美国专利局注册电蚊拍（#5,519,963）。

## 原理
通过一个升压电路来将两金属网之间电压升高到2000伏特以上（空气击穿电压约为5kV/cm），并储存在电容器中。当有导体时 会产生电子游离使空气的电阻降低，电流会流向最短路径，使得储存高压电的电容放电，产生电火花，击晕或擊斃蚊蟲。
啟動電蚊拍電源電路後（通常是电池供电），以BJT管制作的自激振荡电路产生交变电流，通过变压器产生数kV的高压，於电网间構成一高壓电场以击杀接触到带电网之间的蚊蟲，以達到殲滅蚊蟲的效果。

## 发明人的故事
1986年左右，徐鴻志是一间五金加工厂的老板。因为需要频繁的清理工厂周边的杂草，所以饱受草丛内蚊子的叮咬。为此，让徐鴻志萌发一个念头：要是能有一种工具可以快捷的灭蚊就好了。最初带给徐鴻志启发的是狗尾草，因为他发现狗尾草密集的绒毛会把蚊子困住，被困的蚊子因此死掉。所以，徐鴻志首先尝试将类似狗尾草的绒毛装在羽毛球拍子上来捕蚊。虽然加了绒毛的球拍有点效果，但是还不够理想，更主要的是，合适的绒毛也难以量产。
绒毛的方案被否定后，徐鴻志想到了给球拍换上电网。在工程师朋友的帮助下，第一支电蚊拍的雏形诞生了，效果非常好。徐鴻志将设计方案注册了专利，但是因为许多因素，徐鴻志发明的电蚊拍并没有量产上市。而真正商品化的第一支电蚊拍，后来在泰国出现。不过，以羽毛球拍为造型的设计因此被定义了下来。今天，电蚊拍的造型无论怎样变化，也大多不脱离原专利公报上的圆框长相。